# Great Highland Bagpipe

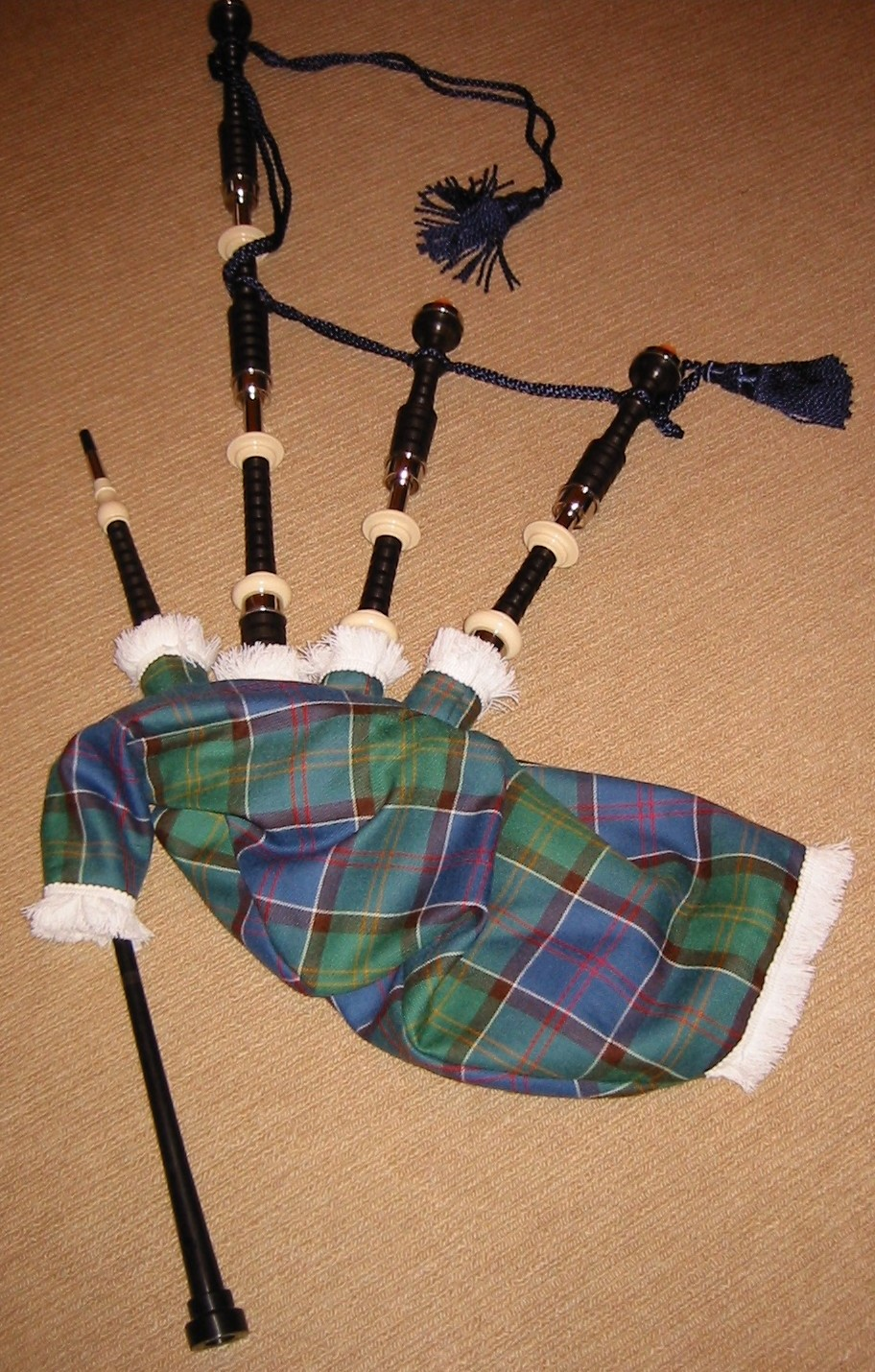
Great Highland Bagpipe mit Ayrshire-Tartan

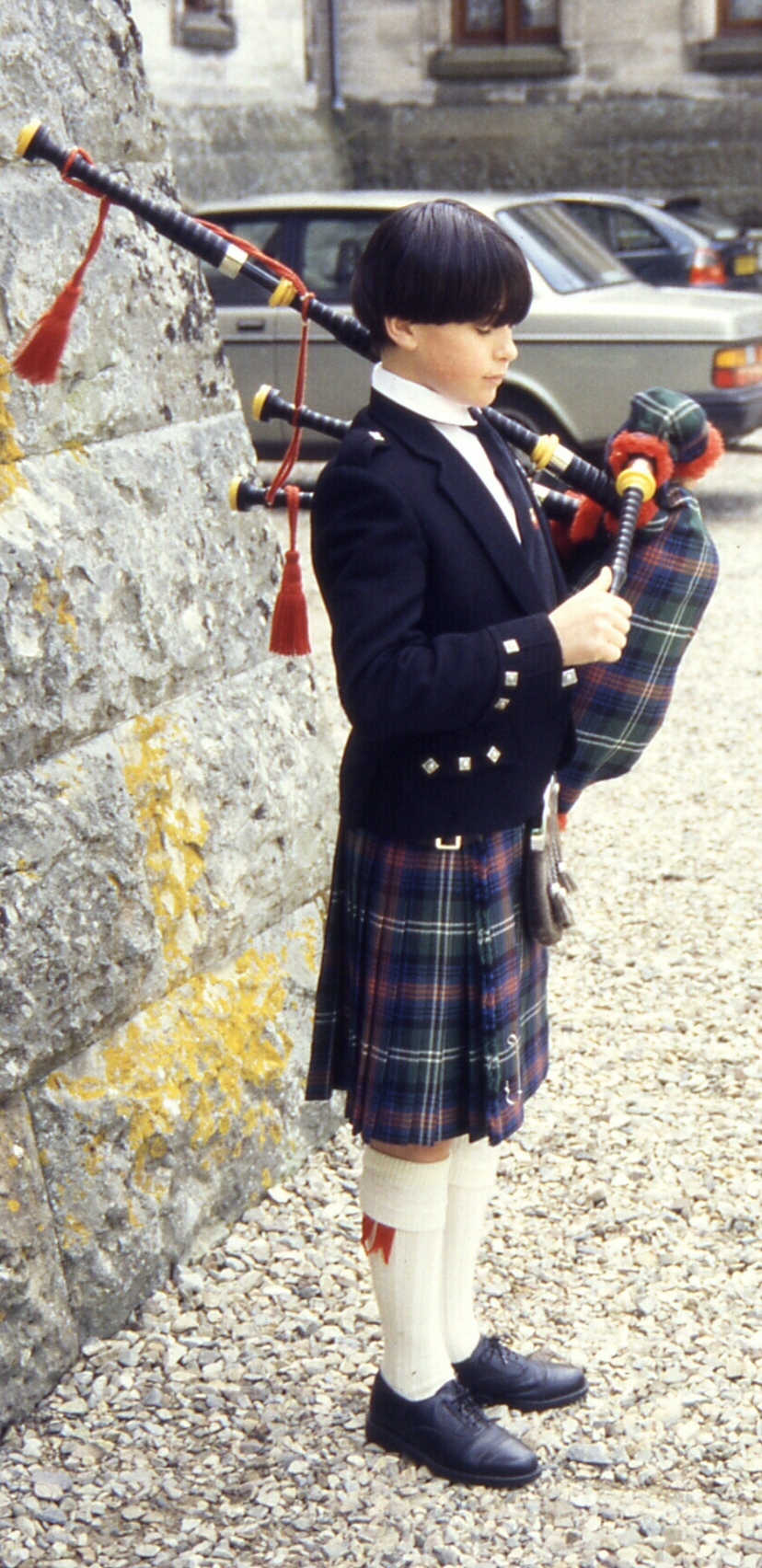
Schottischer Junge mit einer Bagpipe (1997 in Schottland)

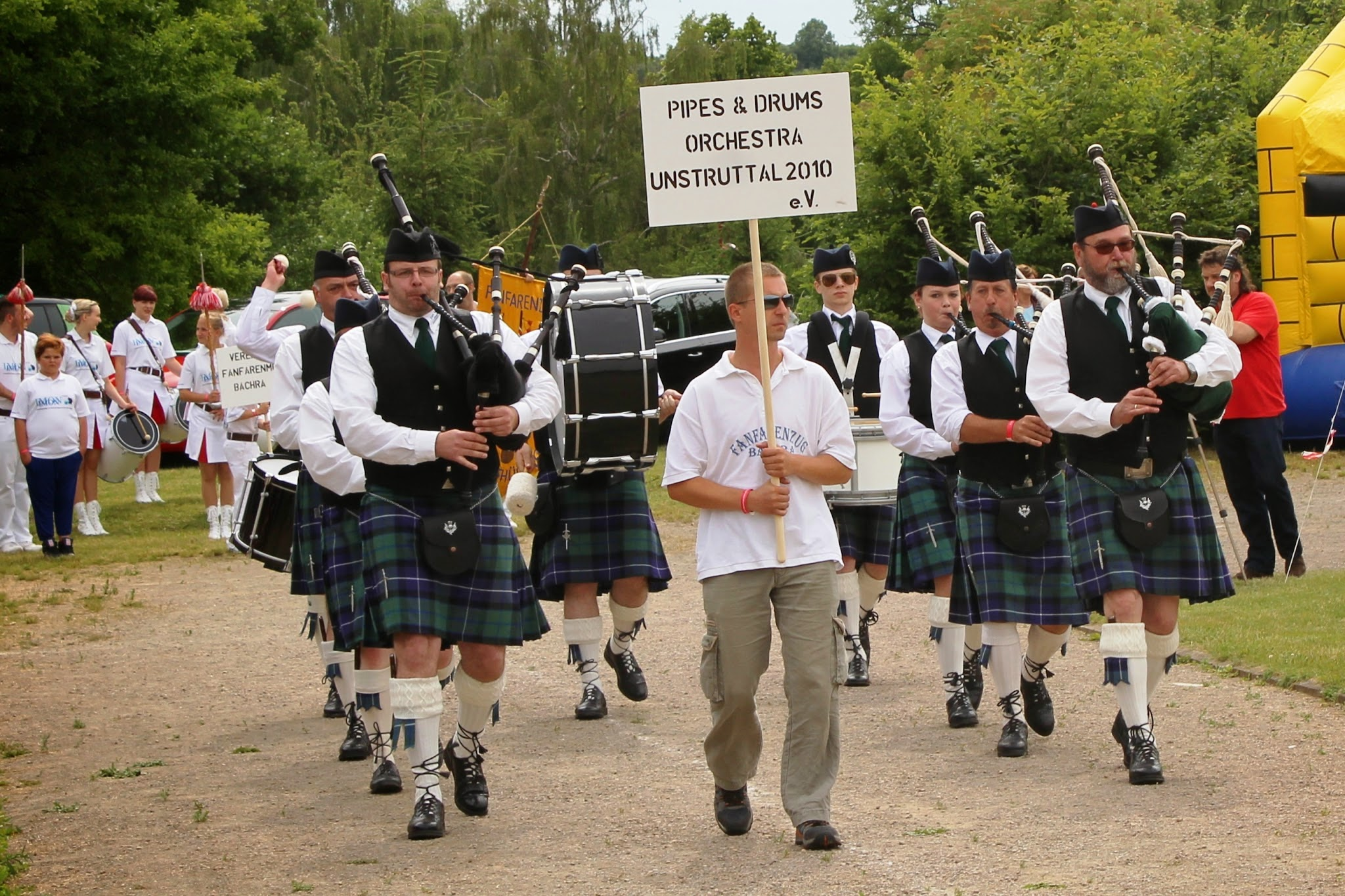
Pipes and Drums Unstruttal 2010 e. V. in Rastenberg

Great Highland Bagpipe, kurz auch GHB, Highland Pipe oder nur Pipe, irisch an phíb mhór, schottisch-gälisch a' phìob mhòr ‚große Pfeife‘, französisch cornemuse écossaise, bretonisch binioù braz, deutsch Große Hochlandsackpfeife (als Bezeichnung unüblich) ist die Bezeichnung für die laute schottische Sackpfeife. Wegen ihrer enormen Lautstärke wird die Great Highland Bagpipe vornehmlich im Freien gespielt. Der Spieler wird als „Piper“ (irisch píobaire, schottisch-gälisch pìobaire) bezeichnet.

## Aufbau
Die Great Highland Pipe besteht aus einem Windsack oder kurz Sack (bag), der über ein Anblasrohr (blow pipe), in welchem sich ein Rückschlagventil (traditionell aus Leder, heute meist Kunststoffkonstruktionen) befindet, mit Luft befüllt werden kann. In den Sack sind drei Bordunpfeifen (drones) und eine Spielpfeife (chanter) sowie das Anblasrohr eingebunden.
Traditionell bestehen alle Holzteile des Instruments aus Grenadill (englisch blackwood). In der heutigen Zeit werden auch Spielpfeifen aus hochwertigen Spezialkunststoffen angeboten, die weitgehend witterungsunempfindlich sind. Die verschiedenen Verzierungsteile sind traditionell aus Elfenbein (englisch real ivory) vom Walross oder seltener vom Elefanten gefertigt. In der heutigen Zeit wird aus Tierschutzaspekten meist ein synthetischer Elfenbeinersatz (englisch imitation ivory, art ivory) verwendet. Bei höherwertigen Instrumenten sind einzelne Verzierungsteile auch aus Metall (Nickel, Silber, Silber vergoldet) gefertigt, die hochglanzpoliert oder mit Gravuren versehen sind.
Der Sack ist traditionell aus Leder gefertigt und muss innen regelmäßig mit einem Dichtmittel (englisch Seasoning) behandelt werden, um luftdicht zu bleiben und trotzdem die beim Spielen anfallende Feuchtigkeit über die Oberfläche verdunsten zu können. Mittlerweile gibt es Kunststoffsäcke aus Gore-Tex. Der Kunststoffsack benötigt kein Dichtmittel, sollte aber trotzdem aus hygienischen Gründen regelmäßig gereinigt werden. Über den Sack wird üblicherweise ein Stoffüberzug (englisch cover) gezogen, der entweder in einem bestimmten Tartan gestaltet ist oder schlicht einfarbig gehalten ist.
Die Spielpfeife ist mit einem Doppelrohrblatt ausgestattet. Das Doppelrohrblatt wird üblicherweise aus Pfahlrohr hergestellt, Kunststoffrohrblätter konnten sich hier bisher nicht durchsetzen. Die Bordunpfeifen sind mit Einfachrohrblättern ausgestattet. Traditionell verwendet man für die Einfachrohrblätter ebenfalls Pfahlrohr, bei dem eine Zunge eingeschnitten wird (englisch cane reed). Diese Bauart ist sehr feuchtigkeitsempfindlich, daher werden heute oft Kunststoffkonstruktionen eingesetzt. Die Spielpfeife hat eine konische Bohrung mit starker linearer Steigung, woraus ein sehr lauter Klang mit vollem harmonischen Obertonspektrum resultiert. Die Bordunpfeifen sind zylindrisch gebohrt und grundtönig intoniert.

## Stimmung und Tonumfang
Die Great Highland Bagpipe ist ein transponierendes Instrument; sie wird grundsätzlich in A und traditionell ohne Vorzeichen notiert (A-mixolydisch hat korrekt notiert zwei Kreuze als Vorzeichen) unabhängig davon, wie sie tatsächlich klingt. Der Grundton A der Great Highland Bagpipe liegt sehr nahe bei einem B (englisch B flat) und hat je nach Hersteller und Spieler eine Frequenz zwischen 469 Hz und 482 Hz. Der Grundton ist nicht genormt. „concert pitched“ bezeichnet eine Spielpfeife, deren Grundton a¹ auf 440 Hz gestimmt ist, womit deren Grundton dem Kammerton entspricht, oder auf 466 Hz gestimmt ist, womit deren Grundton der gleichstufig gestimmten kleinen Sekunde über dem Kammerton, dem klingenden b¹, entspricht.
Der Tonumfang der Spielpfeife beträgt eine große None und reicht von g1 (low G) bis a2 (high A). Auf der Spielpfeife der Great Highland Bagpipe werden traditionell nur neun Töne gespielt, die, bezogen auf den Grundton A, eine mixolydische Skala ergeben. Die Intervalle zwischen den Tönen der Spielpfeife entsprechen nicht den Intervallen der gleichstufigen Stimmung, sondern bilden eine eigene Skala. Ein Zusammenspielen mit anderen Instrumenten ist daher nur begrenzt möglich. Modernere Stücke allerdings setzen auch (in sehr beschränktem Ausmaß) andere Töne ein, hier „Halbtöne“ genannt. Diese werden dadurch erreicht, dass die Grifflöcher nur halb von den entsprechenden Fingern geschlossen werden. Halbtöne können daher nur im Übergang zu einem höheren Ton gespielt werden. Es ist aber auch möglich, Spielpfeifen so einzurichten, dass die Halbtöne mittels Gabelgriffen gespielt werden können, was z. B. für die Wiedergabe traditioneller bretonischer Musik zur Anwendung kommt. Stücke mit Halbtönen werden zwar auch grundsätzlich in „A“ notiert, jedoch meist musikalisch korrekt mit zwei Kreuzen als Vorzeichen, um die Halbtöne durch zusätzliche Kreuze oder Auflösungszeichen ebenfalls korrekt notieren zu können.
Zwei der drei Bordune (tenor drones) sind eine Oktave unterhalb des Spielpfeifengrundtons gestimmt, also auf a0. Der dritte Bordun (bass drone) ist noch einmal eine Oktave tiefer auf den Ton A gestimmt, also zwei Oktaven unterhalb des Spielpfeifengrundtons.

## Musik
Die traditionelle schottische Literatur für die Great Highland Bagpipe beinhaltet fast nur Stücke, die ohne die oben erwähnten Halbtöne auskommen. Daher stehen die Stücke in A-mixolydisch (Bordune auf dem Grundton) oder D-hypoionisch bzw. D-Dur (Bordune auf der Quinte zum Grundton). Um ohne den Gebrauch der Halbtöne in äolisch bzw. (reinem) moll spielen zu können, gibt es einige wenige Stücke, die in H-äolisch stehen. Die Bordune stehen dabei auf der kleinen Septime zum Grundton, was klanglich etwas gewöhnungsbedürftig ist. Bei nicht traditionell schottischer Literatur kommen auch die Halbtöne, insbesondere das C natural und das F natural zum Einsatz, womit sich auf dem Grundton A (Bordune auf dem Grundton) auch Stücke im dorischen und äolischen Modus und auf dem Grundton D (Bordune auf der Quinte zum Grundton) Stücke im hypodorischen und hypoäolischen Modus erschließen.

### Solovortrag

Geführt von ihrem Pfeifer rücken die Soldaten der 7. Seaforth Highlanders der 15. (Scottish) Division während der Operation „Epsom“ am 26. Juni 1944 vor

Das solistische Spiel auf der Great Highland Bagpipe ist häufig anzutreffen, da nur beim Solovortrag bestimmte instrumentenspezifische Spieltechniken wie z. B. die „grace notes“, sehr kurze Töne zwischen den eigentlichen Tönen der Melodie, voll zur Geltung kommen. Neben der Literatur, die auch zu mehreren gespielt wird, existiert Literatur speziell für den Solovortrag wie z. B. das Piobaireachd. Der Solovortrag erlaubt darüber hinaus in besonderem Maße den Gebrauch der Halbtöne, da hier keine Intonationsprobleme mit anderen Great Highland Pipes auftreten können.

### Pipe Bands
Pipe Bands sind schottische Spielmannszüge, die nur mit Great Highland Bagpipes und Schlagwerk (Bass Drum, mehrere Tenor Drums, mehrere Snare Drums) besetzt sind. Sie sind das schottische Gegenstück zu den Blasorchestern oder Marching Bands in Harmonie- oder Blechbesetzung. Halbtöne werden in diesen Formationen so gut wie gar nicht verwendet, da bei diesen Tönen im chorischen Spiel Intonationsprobleme zwischen den einzelnen Instrumenten nicht ausgeschlossen werden können.
Die Formationen gehörten früher oft dem Militär an. Die heute dominierenden zivilen Bands stehen jedoch insbesondere beim Marschieren und der Disziplin in militärischer Tradition. Bei Veranstaltungen wie Pipe-Band-Wettbewerben oder Tattoos (militärischer Zapfenstreich) treten häufig (meist zu Beginn und/oder Ende) mehrere Pipe Bands in gemeinsamer Formation als sog. Massed Pipes & Drums oder Massed Bands an, die dann bei großen Veranstaltungen aus mehreren hundert Musikern bestehen können. Ein bekanntes Beispiel ist der Auftritt einer solchen Formation beim jährlichen Edinburgh Military Tattoo.
Durch die britische Mandatsverwaltung kamen diese Bands auch in den Nahen Osten, wo diese Tradition bis heute erhalten blieb. So gibt es in der jordanischen Armee Spielmannszüge. Besonders aktiv sind in den palästinensischen konfessionellen Pfadfindergruppen Pipe Bands, die speziell zu den großen christlichen Festen auftreten.

### Bagad
Bagad (Plural: bagadoù, wobei nach Zahlwörtern der Plural im Bretonischen nicht gekennzeichnet wird) ist die bretonische Variante von Pipes & Drums. Zu den Great Highland Bagpipes (Binioù braz) kommen noch die Rohrblattinstrumente Bombarde (mehrfach besetzt), Bombarde tenor (einfach besetzt oder mit wenigen Instrumenten vertreten) und Binioù kozh (meist nur einfach besetzt) hinzu. Die Spielpfeifen der verwendeten Great Highland Bagpipes sind so eingerichtet, dass auch die Halbtöne gespielt werden können. Das Schlagwerk (Batterie) entspricht dem bei Pipes & Drums. Anders als bei Pipes & Drums werden bei einzelnen Stücken auch weitere Instrumente wie Flöten, Saxophone, andere Sackpfeifen (z. B. Cornemuse du Centre), Akkordeon und zusätzliche Schlaginstrumente, aber auch „moderne“ Instrumente wie E-Gitarre, E-Bass und Synthesizer eingesetzt.

### Great Highland Bagpipe und andere Instrumente
Die Great Highland Bagpipe wird als Soloinstrument gelegentlich zusammen mit der Orgel verwendet. Reibungen zwischen den Intonationen der Great Highland Bagpipe und der Orgel werden dabei in Kauf genommen. Die Great Highland Bagpipe wird auf den Ton B der Orgel gestimmt, sofern diese mit a¹ ≈ 440 Hz gestimmt ist.
Im Rahmen größerer Blasmusikfestivals, so etwa dem Edinburgh Military Tattoo, werden Great Highland Bagpipes mit anderen Holz- und vor allem Blechblasinstrumenten kombiniert. Praktisch spielen dabei meist Pipes & Drums zusammen mit Blasorchestern. Die Stimmung der beteiligten Instrumente ist in der Regel unkritisch, da die meisten verwendeten Holz- und Blechblasinstrumente zum einen vollchromatisch spielbar sind und zum anderen häufig auf B oder Es gestimmt sind.
Der Komponist Graham Waterhouse äußerte sich über sein Werk Chieftain’s Salute (2001) für Great Highland Bagpipe und Streichorchester: „Bisher ist selten versucht worden, den Dudelsack mit klassischen Orchesterinstrumenten zu kombinieren, weil seine Stimmung nicht temperiert und sein „Urlaut“-Klang zu durchdringend ist. Seine Vorzüge bleiben so ungenutzt ... Das Problem der Lautstärke und unausgeglichenen Klangbalance wurde in Chieftain's Salute durch räumliche Distanz des Dudelsackpfeifers zum Orchester gelöst.“
Im 18. Jahrhundert brachten schottische Regimenter der Britisch-Indischen Armee die Great Highland Bagpipe nach Indien, wo sie bei Paraden eingesetzt wurde und bis heute wird. In der Volksmusik ersetzte sie weitgehend die traditionelle nordindische Sackpfeife Mashak.

### Great Highland Bagpipe in der populären Musik
Die Great Highland Bagpipe spielt im Jazz sowie in der Rock- und Popmusik eine untergeordnete Rolle, wird aber in einigen bekannten Titeln eingesetzt. Das sicher bekannteste Beispiel ist Mull of Kintyre von Wings gemeinsam mit der Campbeltown Pipe Band. Weiterhin wird die Pipe von Bon Scott im Titel It's a Long Way to the Top (If You Wanna Rock 'n' Roll) von AC/DC gespielt und kommt bei Biffy Clyro im Titel Stingin' Belle vor. Weitere Beispiele sind: Are you ready to rock? von Wizzard, gespielt von Roy Wood oder Shoots and Ladders von Korn, gespielt von Jonathan Davis.
Rufus Harley führte das Instrument 1965 in den Modern Jazz ein und gilt als erster Jazzmusiker, der den Dudelsack als Hauptinstrument einsetzte.

## Übungsinstrumente
Erlernt wird das Spiel auf der Great Highland Bagpipe häufig zunächst nicht auf dem eigentlichen Instrument, sondern auf einem einfachen mundgeblasenen Doppelrohrblattinstrument mit Windkapsel, dem Practice Chanter. Die Lautstärke ist moderat und für kleine Räume geeignet. Hochwertige Practice Chanters sind aus Grenadill oder einem für den Instrumentenbau optimierten Polyamid gefertigt und haben die gleichen Grifflochabstände wie die Spielpfeifen der Great Highland Bagpipe (Long Practice Chanter) oder geringere Grifflochabstände und in beiden Fällen andeutungsweise, also für die Finger fühlbar, mit der Great Highland Bagpipe vergleichbar große Grifflöcher. Auf diesem Instrument wird die Griffweise der Great Highland Pipe erlernt. Der Practice Chanter begleitet auch erfahrene Piper lebenslang, z. B. zum Erlernen neuer Stücke, für Fingerübungen oder für das gemeinsame Üben in der Gruppe.
Die „Practice Goose“ ist ein Practice Chanter, der in einen mit einem Anblasrohr ausgestatteten Windsack eingebunden ist. Dieses Übungsinstrument wird seltener verwendet, vermittelt aber anders als der Practice Chanter eher das Gefühl, eine Sackpfeife zu spielen.
In jüngerer Zeit werden alternativ zum Practice Chanter auch modifizierte „Scottish Smallpipes“ als Übungsinstrumente angeboten. Diese leise klingenden und daher wohnungstauglichen Sackpfeifen sind üblicherweise balggeblasen, werden aber auch mundgeblasen angeboten und die Spielpfeifen dieser Instrumente werden wie die Spielpfeife der Great Highland Bagpipe gegriffen und bringen ohne den Gebrauch von Halbtönen wie die Great Highland Bagpipe eine mixolydische Skala hervor. Diese Instrumente werden meist in den Stimmungen D, A und B angeboten.

## Lautstärke
Pipes & Drums erreichen eine durchschnittliche Lautstärke von 122 dB. Die EU erwägt deshalb für professionelle Musiker die Einführung der Pflicht, Gehörschutz zu tragen.